# Graham Coldrick
Graham George Coldrick (Newport, 6 novembre 1945) è un ex calciatore gallese, di ruolo difensore.

## Carriera

### Club
Esordisce tra i professionisti nel 1963, all'età di 18 anni, con i gallesi del Cardiff City (nel cui settore giovanile aveva giocato in precedenza), militanti nella seconda divisione inglese; trascorre sette stagioni consecutive con i Bluebirds in questa categoria (fino al 1970), per un totale di 96 presenze e 2 reti in incontri di campionato; vince inoltre per sei volte (in sette stagioni) la Coppa del Galles (nelle stagioni 1963-1964, 1964-1965, 1966-1967, 1967-1968, 1968-1969 e 1969-1970), partecipando di conseguenza a sei edizioni della Coppa delle Coppe, competizione nella quale in carriera totalizza complessivamente 6 presenze (4 nella Coppa delle Coppe 1967-1968, una nella Coppa delle Coppe 1968-1969 ed una nella Coppa delle Coppe 1969-1970).
Tra il 1970 ed il 1975 gioca poi nella quarta divisione inglese con il Newport County, club della sua città natale, con cui totalizza complessivamente 157 presenze e 10 reti in incontri di campionato: si tratta delle sue ultime presenze in carriera nei campionati della Football League (nei quali ha un bilancio in carriera di 253 presenze e 12 reti), anche se prima di ritirarsi gioca anche nei semiprofessionisti del Merthyr Tydfil.

### Nazionale
Tra il 1966 ed il 1967 ha giocato 2 partite con la nazionale gallese Under-23.

## Palmarès

### Club

#### Competizioni nazionali
- Coppa del Galles: 6

Cardiff City: 1963-1964, 1964-1965, 1966-1967, 1967-1968, 1968-1969, 1969-1970